# Qods Mohajer-6
Die Qods Mohajer-6 (persisch: ۶ مهاجر; deutsch: Einwanderer-6) ist ein Mitglied der Qods Mohajer Familie. Die taktische 5,67 Meter lange Kampfdrohne kann für verschiedene militärische und zivile Missionen eingesetzt werden.

## Hintergrund
Die Qods Mohajer-6 Drohne steht den Iranischen Revolutionsgarden seit 2018 und der Iranischen Armee seit 2019 zur Verfügung. Die Einsatzreichweite der Drohne beträgt etwa 200 Kilometer und ihre Flughöhe bis ca. 5500 Meter.
Sie kann 40 Kilogramm an Nutzlast tragen. Die Drohne erreicht eine Geschwindigkeit von 200 km/h und kann zwei lasergesteuerte Gleitbomben vom Typ Qaem tragen.
Hersteller der Drohne ist die Iran Aviation Industries Organization (IAIO). Sie befindet sich seit 2018 in Massenproduktion. 2019 griff sie nach iranischen Angaben im eigenen Land kurdische Aufständische an.
Im August 2022 erwarb Russland nach Angaben des Weißen Hauses eine unbekannte Anzahl Drohnen aus dem Iran, darunter auch das Modell Mohajer-6.
Im September 2022 konnten die Streitkräfte der Ukraine eine über dem Schwarzen Meer abgeschossene Mohajer-6 in der Nähe von Odessa erbeuten. Untersuchungen zeigten, dass die Motoren (Rotax 912) der Drohne vom österreichischen Hersteller BRP-Rotax GmbH & Co KG stammen, was einen Verstoß gegen Sanktionen darstellen könnte.

## Nutzerstaaten
- Iran
- Russland[5]